# John William Palmer

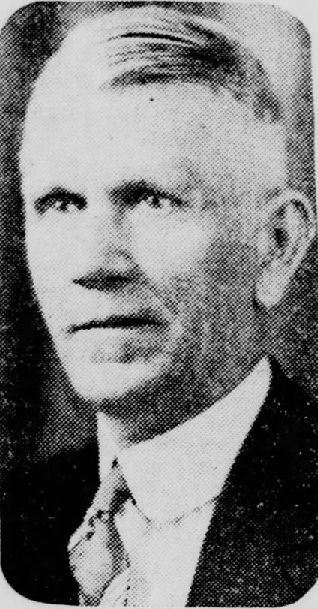
John W. Palmer

John William Palmer (* 20. August 1866 bei Macks Creek, Camden County, Missouri; † 3. November 1958 in Sedalia, Missouri) war ein US-amerikanischer Politiker. Zwischen 1929 und 1931 vertrat er den Bundesstaat Missouri im US-Repräsentantenhaus.

## Werdegang
John Palmer besuchte die öffentlichen Schulen seiner Heimat und unterrichtete danach im Hickory County selbst als Lehrer. Im Jahr 1888 stieg er in das Apothekengeschäft ein; später war er zwischen 1891 und 1909 in Climax Springs im allgemeinen Handel tätig. Zwischenzeitlich studierte er in den Jahren 1894 und 1895 am University Medical College in Kansas City Medizin. Nach seiner Zulassung als Arzt praktizierte er zwischen 1895 und 1908 in Climax Springs in diesem Beruf. Gleichzeitig studierte Palmer an der Lincoln-Jefferson University in Hammond (Indiana) Jura. Nach seiner 1897 erfolgten Zulassung als Rechtsanwalt arbeitete er in Climax Springs auch in diesem Beruf.
Neben seiner Tätigkeit als Arzt und Jurist begann Palmer als Mitglied der Republikanischen Partei eine politische Laufbahn. Zwischen 1898 und 1902 war er Abgeordneter im Repräsentantenhaus von Missouri; 1904 kandidierte er erfolglos für den Staatssenat. Im Jahr 1909 zog er nach Linn Creek, wo er von 1909 bis 1915 Staatsanwalt im dortigen Camden County war. Im Jahr 1915 zog er nach Sedalia, wo er als Anwalt praktizierte. Bei den Kongresswahlen des Jahres 1928 wurde Palmer im siebten Wahlbezirk von Missouri in das US-Repräsentantenhaus in Washington, D.C. gewählt, wo er am 4. März 1929 die Nachfolge von Samuel C. Major antrat. Da er im Jahr 1930 gegen Major verlor, konnte er bis zum 3. März 1931 nur eine Legislaturperiode im Kongress absolvieren. In diese Zeit fiel der Beginn der Weltwirtschaftskrise.
1931 trat Palmer ohne Erfolg bei der nach dem Tod von Samuel Major notwendig gewordenen Kongressnachwahl an. Ebenso erfolglos blieb eine Kandidatur bei den regulären Wahlen des Jahres 1932. Danach zog er sich aus der Politik zurück. In den folgenden Jahren arbeitete Palmer als Rechtsanwalt. Er starb am 3. November 1958 im Alter von 92 Jahren in Sedalia, wo er auch beigesetzt wurde.